# Jean Deyrolle
Jean Deyrolle, född den 20 augusti 1911 i Nogent-sur-Marne, Frankrike, död den 30 augusti 1967 i Toulon, Frankrike, var en fransk målare och grafiker. Han var en viktig företrädare för abstrakt konst efter andra världskriget.

## Biografi
Efter att ha börjat måla som autodidakt började Deyrolle 1928 att studera vid Art et Publicité i Paris.
Han blev främst känd för sina abstrakta litografier och avancerade bokillustrationer. Han anses vara en viktig representant för den abstrakt geometriska skolan och han var under många år, från 1959, professor vid Akademie der bildenden Künste i München.
Efter en kubistiskt präglad period i Braques anda, utvecklade han från 1943 ett rent nonfigurativt måleri. Hans kompositioner utmärks av geometriska former, utförda i en rik och omväxlande färgskala från lyriskt spröda färger till intensivt lysande.
Särskilt under 1950- och 60-talen fick Deyrolles konst internationell uppmärksamhet och erkännande. Han var t.ex. representerad med flera verk inom avdelningen för grafiskt tryck vid Documenta II i Kassel 1959. År 1946 fick han mottaga Kandinsky-priset.